# Periodato di sodio
Il metaperiodato di sodio è il sale di sodio dell'acido periodico.
A temperatura ambiente si presenta come un solido cristallino incolore inodore.